# 至高王
至高王，又译最高国王，是指一名地位高于多个国王的君主。历史上爱尔兰与苏格兰等地曾出现过“至高王”称号。

## 苏格兰的至高王
历史上，苏格兰的至高王是由各地的国王选举出来的。

## 爱尔兰的至高王

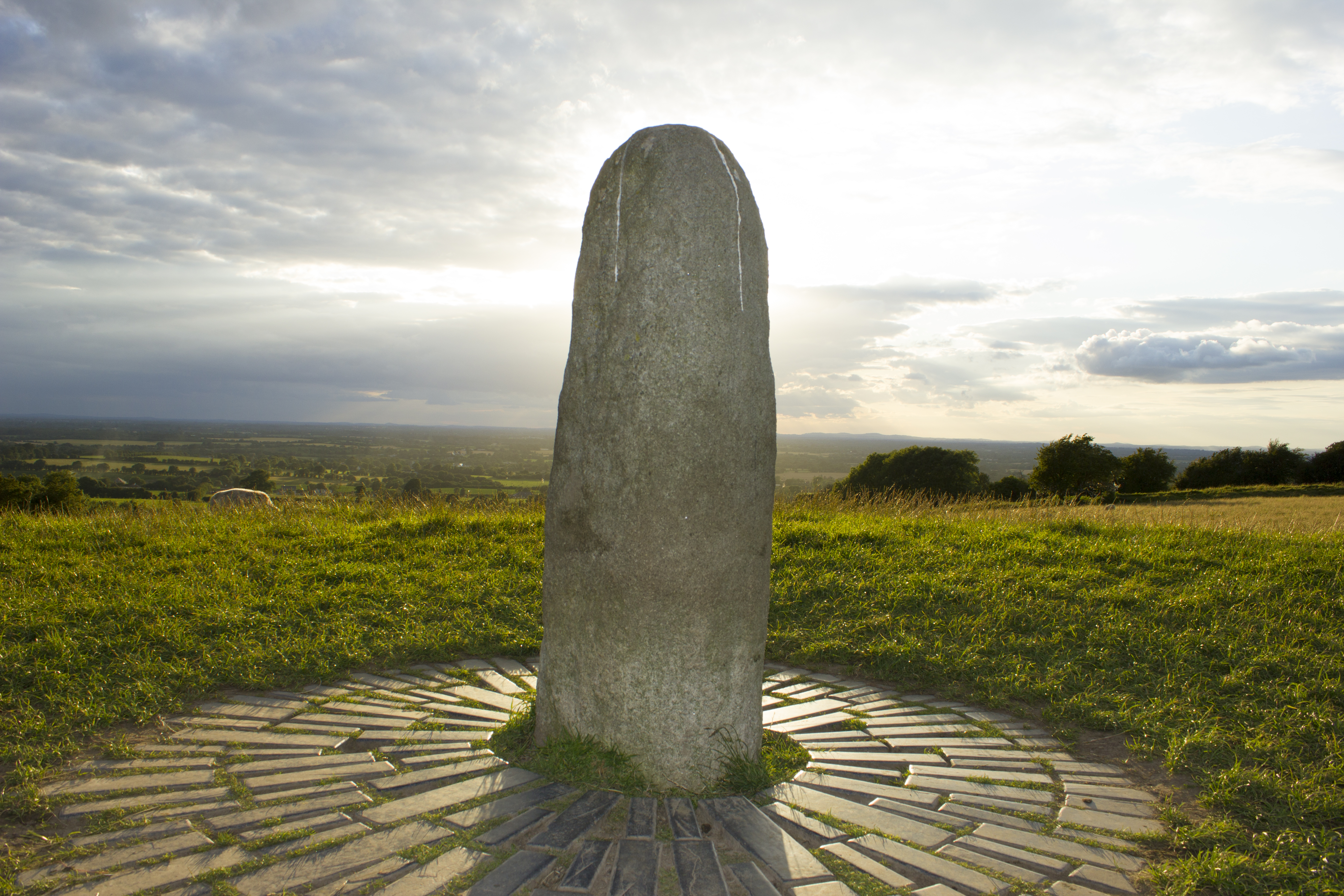
历史上爱尔兰至高王的加冕之地命运之石（Lia Fáil）

爱尔兰的至高王没有太多世俗权力，更多扮演宗教与仪式上的角色。爱尔兰的至高王不能强令麾下国王服从自己的命令，但有维护爱尔兰和平稳定的义务。历史上爱尔兰至高王一般在命运之石前加冕。